# لويس آرسي
لويس ألبرتو آرسي كاتاكورا (بالإسبانية: Luis Alberto Arce Catacora) (من مواليد 28 سبتمبر 1963) هو سياسي بوليفي يساري ينتمي لحزب الحركة من أجل الاشتراكية (ماس)، شغل مرتين منصب وزير الاقتصاد والمالية العامة من 2006 إلى 2017، وفي عام 2019 في عهد الرئيس إيفو موراليس. ويشغل حاليا منصب رئيس بوليفيا بعد فوزه في الانتخابات العامة البوليفية 2020.

## النشأة والتعليم
ولد لويس آرسي في 28 سبتمبر 1963 في لاباز. والده «كارلوس آرسيي جونزاليس» وأمه «أولغا كاتاكورا» وكلاهما مدرس. نشأ في عائلة من الطبقة المتوسطة، وبدأ دراسته المدرسية في عام 1968 وتخرج من المدرسة الثانوية في مسقط رأسه في عام 1980. درس في معهد التعليم المصرفي في لاباز، وتخرج في البداية كمحاسب عام 1984. وفي عام 1991 حصل على درجة البكالوريوس في الاقتصاد من جامعة سان أندريس العليا قبل أن يكمل دراسته في الخارج في جامعة وارويك في كوفنتري بالمملكة المتحدة، حيث تخرج عام 1997 بدرجة الماجستير في الاقتصاد. كما أنه حاصل على درجة الدكتوراه الفخرية من جامعة لوس أنديز وجامعة فرانز تامايو.

## مسار مهني ووظيفي
قضى معظم حياته العملية باعتباره الرسمية العامة بداية عام 1987 في البنك المركزي بوليفيا حيث قضى جزءا كبيرا من حياته المهنية.
من عام 1992 إلى 2005 عمل في إدارة العمليات الدولية للبنك المركزي لبوليفيا كنائب مدير الاحتياطيات. وبين عامي 1994 و 1995 تمت ترقيته إلى منصب رئيس قسم المعلومات والمنشورات والإدارة الفرعية للبحوث والتحليل، تحت إدارة الدراسات الاقتصادية في البنك المركزي لبوليفيا.
بدأ العمل في المجال الأكاديمي الجامعي كأستاذ جامعي وطلاب دراسات عليا في جامعات عامة مختلفة وجامعات خاصة في بوليفيا. كما ألقى العديد من المحاضرات في جامعات مختلفة في أوروبا وأمريكا الشمالية واللاتينية بما في ذلك جامعة كولومبيا في نيويورك وجامعة بوينس آيرس وجامعة هارفارد.

## وزير للاقتصاد

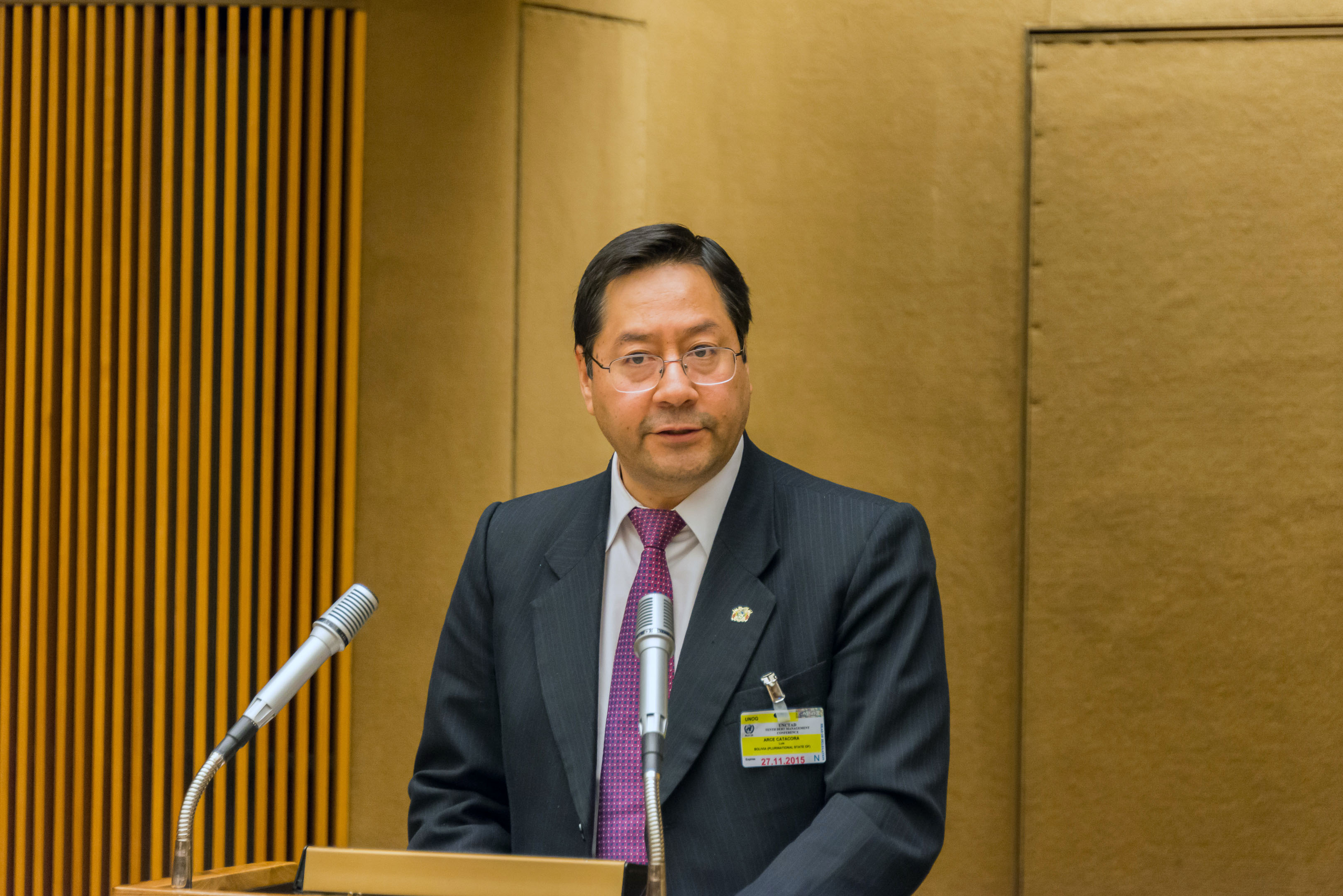
وزير المالية البوليفي، لويس آرسي، يلقي كلمته في المؤتمر

في 23 يناير 2006، عيّن الرئيس إيفو مورالس آرسي وزيرًا للمالية. وبعد ثلاث سنوات في عام 2009، تولى رئاسة الوزارة الجديدة للاقتصاد والمالية العامة. وصفت بعض وسائل الإعلام في بوليفيا آرسي بأنه العقل المدبر وراء نهوض بوليفيا الاقتصادي. وأشرف على تأميم شركات الهيدروكربون والاتصالات والتعدين في بوليفيا، فضلاً عن إنشاء بنك الجنوب.
أشرف على التوسع السريع للاقتصاد البوليفي حيث زاد الناتج المحلي الإجمالي بنسبة 344٪ وانخفض الفقر المدقع من 38٪ إلى 15٪.
في عام 2011، صنفته مجلة الاقتصاد الأمريكي على أنه ثامن أفضل وزير للاقتصاد في المنطقة من أصل 18. سلطت المنظمة الدولية المزدحمة الضوء على عمله الذي يقود الاقتصاد البوليفي. قبل الانتخابات العامة البوليفية لعام 2014، اعتبرته صحيفة وول ستريت جورنال بطاقة الاتصال في إعادة انتخاب موراليس.
في 24 يونيو 2017، أُجبر لويس آرس على التخلي عن منصبه والسفر إلى البرازيل للخضوع لعملية جراحية حيث اكتشف قبل أشهر وجود سرطان حاد في الكلى. وبقي هناك لفترة تعافي إجبارية قبل أن يعود إلى منصبه كوزير للاقتصاد في 23 يناير 2019.

## الحملة الرئاسية لانتخابات 2020
بعد الأزمة السياسية البوليفية لعام 2019 التي شهدت استقالة الرئيس إيفو موراليس وحكومته، دعت الرئيسة المؤقتة جانين أنيز إلى انتخابات جديدة. وفي 19 يناير 2020 أعلن موراليس أنه بعد ثماني ساعات من الاجتماعات في الأرجنتين، تم اختيار لويس آرس ووزير الخارجية السابق ديفيد تشوكيهوانكا ليكونا مرشحي الحركة من أجل الاشتراكية (ماس) في انتخابات 2020.
انتقده خصومه ووصفوه بأنه دمية في يد موراليس، وهو الاتهام الذي رفضه هو وحزبه. حاول أحد قادة (ماس) ديفيد أبازا، إبعاد حملة آرس عن الرئيس السابق المثير للجدل قائلاً: «بشكل قاطع، لن يتدخل إيفو في حكومة الأخ لويس آرس». وقال آرس بأن موراليس «لن يكون له أي دور في حكومتنا».
وأظهرت معظم استطلاعات الرأي العام أن آرسي يتقدم رغم أنه لم يكن كافيًا لتجنب جولة الإعادة في نوفمبر. بحلول ليلة الانتخابات، كان المرشحون اليمينيون المنقسمون قد تمكنوا من الاندماج جزئيًا حول الرئيس السابق كارلوس ميسا مع انسحاب أونيز والرئيس السابق خورخي كويروجا. على الرغم من أن النتائج المبكرة كانت لصالح ميسا، إلا أن العد السريع للتصويت الذي أجرته شركة الاستطلاعات Ciesmori في صباح يوم 19 أكتوبر يشير إلى أن آرسي قد فاز بنسبة 52.4 ٪ من الأصوات، وهو ما يكفي للفوز في الانتخابات مباشرة دون الحاجة إلى جولة الإعادة. أعلن آرس وحزبه الانتصار وهو ما أكده الرئيس المؤقت أنيز على تويتر بعد فترة وجيزة. واعترف كارلوس ميسا، الخصم الأساسي لآرس، بالانتخابات في مؤتمر صحفي قائلاً إن الإحصائيات الأولية أظهرت فوزًا «قويًا وواضحًا» لآرس.

## منشورات ومؤلفات
نشر العديد من الكتب والمقالات عن الاقتصاد، بما في ذلك «النموذج البوليفي الاقتصادي الاجتماعي المجتمعي الإنتاجي» (2015)، و«عدم اليقين والدولرة في بوليفيا»، و«هل هو مناسب لآلية Bolsin (سوق العملات في البنك المركزي) ؟»، و«تقييم موجز لنظام سعر الصرف البوليفي»، و«المساهمة في النقاش حول الدولرة»، و«الطلب على النقود في بوليفيا»، و«التحرر المالي والتركيز في النظام المصرفي».

## الحياة الشخصية
كان آرسي متزوجًا من جيسيكا موسكيرا وأنجب منها ثلاثة أطفال؛ لويس مارسيلو، ورافائيل إرنستو، وكاميلا دانييل، وهو متزوج حاليًا من لورديس بريجيدا دوران روميرو، وأنجبا ثلاثة أطفال: لويس مآرسييلو ورافائيل إرنستو وكاميلا دانييل. آرسي يجيد اللغة الإنجليزية وكذلك البرتغالية.